# Carl August Kronlund
Carl August Kronlund (n. 25 august 1865, Skövde, Skaraborg⁠(d), Suedia – d. 15 august 1937, Stockholm, Suedia) a fost un jucător de curl ce a reprezentat Suedia, medaliat olimpic. A participat la o ediție a Jocurilor Olimpice (1924) în care a câștigat o medalie de argint.

## Participări
Lista de mai jos prezintă principalele competiții la care a participat Carl August Kronlund de-a lungul carierei.
- Curling la Jocurile Olimpice de iarnă din 1924